# بيبى خانم
سراي ملك خانم، بيبي خانم، أو خانوم، زوجة تيمورلنك، امرأة خيرة شيدت مسجدا حوالي سنة 801هـ في سمرقند، وأطلق عليه مسجد بيبي خانم،
وثمة اسطورة تواتر نقلها عبر العصور حول تسمية المسجد باسم بيبي خانم، وهي تدور حول رغبة هذه الزوجة في تشييدها لمسجد تخليدا لذكرى عودة تيمور من الهند، ولذا فقد عهدت إلى أفضل معماري بالبلاد ليقوم بإنجازه قبل عودة زوجها، إلا أن المعماري وقع في حب الخانوم، وعندما كان تيمور على وشك العودة قال المعماري انه سيكمل البناء فقط إذا ما سمح له بتقبيلها، فوافقت أمام توسلاته ولكنها غطت وجهها بيدها، وحتى مع ذلك الاحتياط تركت حرارة القبلة علامة على خدها المتورد كالكمثرى. وعندما عاد تيمورلنك نظر إلى الجامع واستحسنه ولكنه غضب بشدة عندما رأى أثر القبلة على خد زوجته، فخاف المعماري على نفسه من بطش تيمور فصنع لنفسه زوجا من الأجنحة، وصعد إلى قمة مئذنة وطار إلى مدينة مشهد الإيرانية.